# Джон Еймері
Джон Еймері (англ. John Amery; 14 березня 1912 — 19 грудня 1945) — творець британських формувань військ СС.

## Біографія

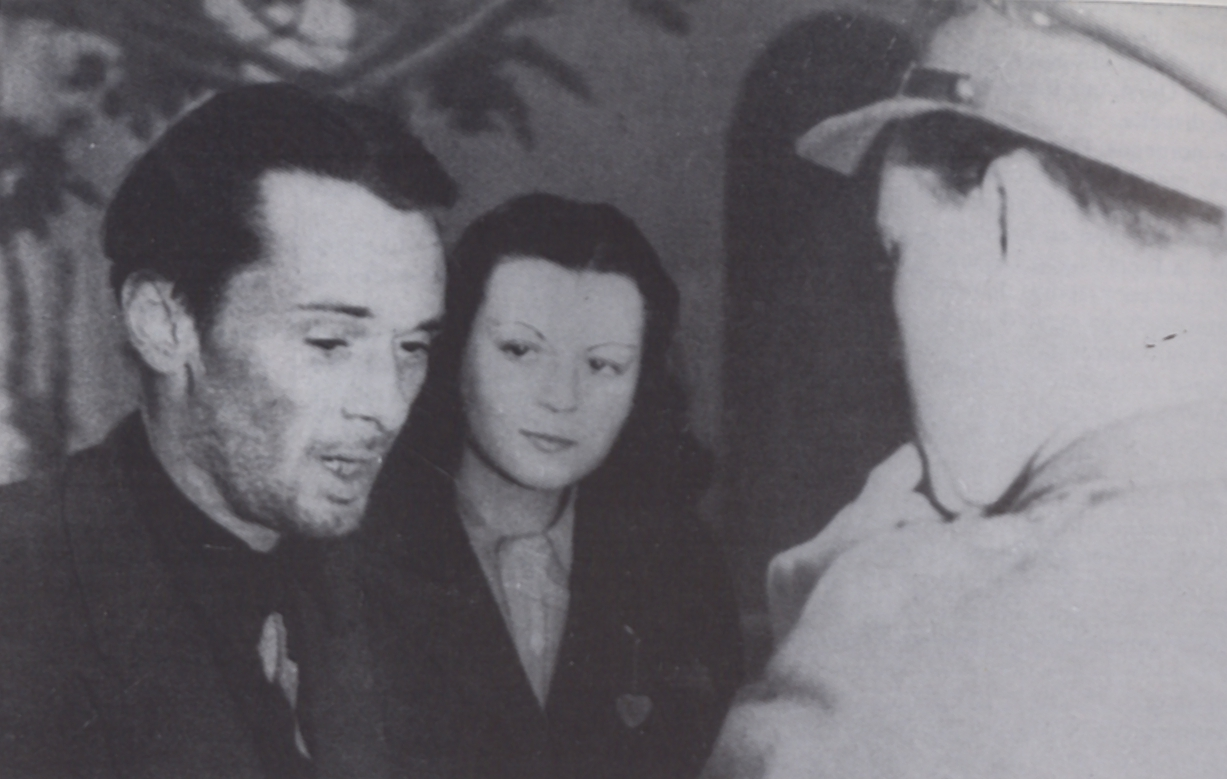
Еймері (ліворуч) після арешту.

Син високого британського чиновника, міністра колоній Лео Еймері. Після закінчення школи Герроу займався бізнесом, але в 1936 році його фірма розорилася (на той час він 74 рази притягувався до відповідальності за порушення правил дорожнього руху). У жовтні 1936 року виїхав в Іспанію, де займався незаконним постачанням зброї для армії генерала Франсіско Франко. Одночасно перебував на службі у розвідки італійських експедиційних сил в Іспанії. Зблизився з одним із лідерів французьких фашистів Жаком Доріо, після закінчення війни в Іспанії разом з ним здійснив поїздку Австрією, Чехословаччиною, Італією та Німеччиною, після чого оселився у Франції. Після поразки Франції в 1941 році приєднався до нацистського руху і в листопаді 1942-го став диктором німецького радіо в Берліні. У квітні 1943 року створив Легіон Святого Георга, у який почав вербувати британських військовополонених для боротьби з СРСР на Східному фронті. В останні місяці Другої світово війни виїхав до Італії, де вступив до відомства пропаганди Італійської Соціальної Республіки, був диктором на радіо. У квітні 1945 року в Мілані був захоплений італійськими партизанами, а потім переданий британській владі. Засуджений британським судом до страти. Повішений.